# Rio Padre Sousa
O  rio Padre Sousa é um curso de água que banha o estado de Goiás. Ele desagua no rio das Almas